# サルナーノ
サルナーノ（伊: Sarnano）は、イタリア共和国マルケ州マチェラータ県にある、人口約3,000人の基礎自治体（コムーネ）。

## 地理

### 位置・広がり
マチェラータ県のコムーネ。県都マチェラータから南南西へ32kmの距離にある。

#### 隣接コムーネ
隣接するコムーネは以下の通り。括弧内のFMはフェルモ県所属を示す。
- アマンドラ (FM)
- ボロニョーラ
- フィアストラ
- グアルド
- モンテフォルティーノ (FM)
- サン・ジネージオ

### 気候分類・地震分類
サルナーノにおけるイタリアの気候分類 (it) および度日は、zona E, 2270 GGである。
また、イタリアの地震リスク階級 (it) では、zona 2 (sismicità media) に分類される。

## 行政

### 分離集落
サルナーノには、以下の分離集落（フラツィオーネ）がある。
- Biagi, Bisio, Brilli, Callarella, Campanotico, Cardagnano, Carsoducci, Colleciccangelo, Gabella, Giampereto, Grisciotti, Margani, Mazzanti, Morelli, Pianatelle, Pianelle,Piano, Piobbico, Poggio, San Casciano, Schito, Terro, Vecciola

## 文化・観光
「イタリアの最も美しい村」クラブ加盟コムーネである。